# Forte de São Joaquim da Jequitaia
O Forte de São Joaquim da Jequitaia localizava-se na praia da Jequitaia, perto de Monte Serrat, limite norte da primitiva cidade de Salvador, no litoral do estado brasileiro da Bahia.

## História
Trata-se do último forte erguido para a defesa de Salvador, embora em data que não foi possível apurar. Foi visitado em 1859 pelo Imperador D. Pedro II (1840-1889), que registrou em seu diário de viagem:
"28 de Outubro - (...) Antes de voltar para casa visitei os fortes de Jequitaia e de Lagartixa. No primeiro estão os artifícies e no segundo o laboratório pirotécnico. Os artífices [sob o comando do Capitão Albino Adolfo Barbosa de Almeida] estão mal alojados, porque a abóbada deixa passar àgua por causa do terraço asfaltado que tem por cima, e nas grandes marés e ressaca, a água invade o dormitório que lhes serve para tudo, sendo as camas como as da cavalaria. Os gêneros vêm do Corpo Fixo de 15 em 15 dias; mas o açúcar e o arroz não me parecem bons, como os achei no Corpo Fixo. O armamento e correame, com exceção das armas arrecadadas, estão limpos, mas são já bastante antigos. Há a mesma queixa a respeito dos sapatos, e os capotes azuis são ralos. O xadrez é mau, principalmente o de cima, abobadado, onde estão os soldados de correção, por acanhado demais e falto de ar. Os artífices dão guarda para o forte e para o arsenal onde trabalham, vencendo gratificação além do soldo. Há por tudo 84 praças militares no forte." (PEDRO II, 2003:163)
No contexto da Questão Christie (1862-1865), o "Relatório do Estado das Fortalezas da Bahia" ao Presidente da Província, datado de 3 de agosto de 1863, dá-o como reparado, citando:
"(...) É um quadrilátero com o desenvolvimento próximo de 78 braças, das quais formam o plano de fogo 327 palmos, montando 11 peças, sete de calibre 24 e quatro de 18.
Suas construções estão reparadas e bem conservadas; mas cumpre observar que o plano, todo lajeado e bem construído, em que se movem os reparos, além da sua escassa largura (26 1/2 palmos) é superior ao nível de terrapleno, formando um degrau de dois palmos de altura, e não tem a declividade própria; donde resulta que o serviço da colocação das peças em bateria deverá ser penoso e difícil no caso em que os reparos saltem fora da plataforma com a impulsão do recúo, o que aliás a pouca largura desta permite prever.
Conviria pois fazer-lhe as reparações que a devem corrigir.
Além disso convém cimentar o terraço para consolidá-lo, ladrilhar o chão das casas e pintá-las.
Finalmente resta-me observar que transformação da atual prisão do Forte em depósito de pólvora parece de utilidade; e que é bem sensível a falta d'água no recinto do Forte, necessidade que pode ser sanada ou com a colocação de uma pena d'água derivada do encanamento da cidade (o que é melhor), ou com a abertura de uma cisterna que receba as águas dos telhados convenientemente encanadas." (ROHAN, 1896:51, 60)
SOUZA (1885), denomina-o Forte de Jequitaia ou Forte do Noviciado. Observa que, tendo estado artilhado com seis peças, era incapaz de resistência pela sua insuficiente elevação, que o deixava vulnerável a um bombardeio (op. cit., p. 94). Em 1896 encontrava-se completamente desarmado (RIGHB, Vol. 3, nr. 7, mar/1896. nota à p. 60). Esteve ocupado pela Societé Construction du Port de Bahia, que ergueu os seus escritórios sobre o seu terrapleno, desfigurando-o por completo (CAMPOS, 1940. apud: PEDRO II, 2003:163, nota 296).
GARRIDO (1940) complementa que formava um quadrilátero com as edificações do antigo Arsenal de Guerra e da Estação Central dos Caminhos de Ferro (op. cit., p. 93).
BARRETTO (1958) denomina-o também como Forte de São Joaquim, e acrescenta que, à sua época (1958), estava ocupado pelo CPOR - Curso de Preparação de Oficiais da Reserva (op. cit., p. 187). Absorvido pela antiga sede da PETROBRAS, atualmente é difícil de ser visto (PEDRO II, 2003:163, nota 296).